# Лидия Вълкова
Лидия Петрова Вълкова е българска актриса. Известна е с озвучаването на филми и сериали.

## Биография

### Образование
Родена е на 3 септември 1938 г. в град Берковица. Завършва актьорско майсторство във ВИТИЗ „Кръстьо Сарафов“ в класа на проф. Стефан Сърчаджиев и Методи Андонов през 1960 г.

### Актьорска кариера
Играе в различни периоди в трупите на Старозагорския, Пловдивския и театър „София“. Някои от най-известните ѝ роли са Луис в „Добрата стара Англия“, Цена в „Змейова сватба“ и Мери в „Жени с минало“. Вълкова участва в радио театъра и в поредиците записи на художествени произведения на театър „Пан“. Те включват „Маугли“, „Книга за джунглата“, „Пепеляшка“ и „Пинокио“.
Вълкова е една от основателките на Малък градски театър „Зад канала“.

### Кариера на озвучаваща актриса
Вълкова се занимава активно с озвучаване на реклами, филми и сериали от 60-те години.
По-известни заглавия с нейно участие са „Арабела“, „Шогун“, „Завръщане в Брайдсхед“, „Особен урок“, „Градината на Финци-Контини“, „Дивото дете“, „Герой на нашето време", "Над закона", „Фортуната и Хасинта“, „Убийство по сценарий“, „Туин Пийкс“, „Какво ще кажат хората“, „Досиетата Х“, „Адвокатите“, „Малкълм“, „Руби“, „Тъмна орис“, „Анатомията на Грей“, „Частна практика“, „Щурите съседи“, „Новите съседи“, „Жега в Кливланд“, „Живите мъртви“ и „Щастливо разведени“.
На 21 декември 2008 г. ѝ е връчена наградата Дубларт за цялостен принос.
През 2022 г. озвучава Вендла в анимационния филм „Елфи в кухнята: Печено-сторено“.

### Личен живот
От първия си брак Вълкова има един син, починал през 1989 г., на 24 години при неизяснени обстоятелства.
Има 7-годишна връзка с Георги Черкелов, докато той е все още женен за съпругата си. Според сайта DrugotoKino.bg те са имали брак, както и две деца. В интервю от 2016 г. Вълкова заявява, че това са медийни лъжи – „това са такива глупости, писани по разни жълти списания...То какво ли нямах от него, така ги бяха объркали нещата!“.

## Награди
Награда на Прегледа на българската драма и театър за ролята на Пилар в „Почивка в Арко Ирис“.

## Театрални роли
- „Почивка в Арко Ирис“ – Пилар
- „Змейова сватба“ – Цена

## Телевизионен театър
- „Каквото Господ не е помислял“ (1990) (П. Ю. Тодоров)
- „Затворникът от Второ авеню“ (1986) (Нийл Саймън)
- „Апетит за череши“ (1984) (Агнешка Ошецка)
- „Щурци в студено време“ (1983) (Георги Крумов)
- „Орхидеите растат на Монте Гросо“ (1982) (Любен Попов)
- „Кръвта е по-гъста от водата“ (1981) (Фредерик Дар и Робер Осен)
- „Фантазия за Веласкес“ (1980) (Антонио Буеро Вайехо), 2 части
- „Дом в покрайнините“ (Алексей Арбузов) (1978)
- „Кукла от легло 21“ (Джордже Лебович) (1978)
- „Сто години самота“ (1976) (Габриел Гарсия Маркес)
- „Неродена мома“ (1971) (Иванка Милева-Даковска)

## Звукороли и участия в звукозаписи
- „Книжчице ле моя...“ (1984) (Учтехпром)

## Филмография
| Година      | Филми и Сериали               | Серии  | Копродукции | Роля                                         |
| ----------- | ----------------------------- | ------ | ----------- | -------------------------------------------- |
| 2018        | Полицаите от края на града    |        |             | Евлогия, майката на Калата                   |
| 2017        | Откраднат живот               |        |             | лелята на Йосиф                              |
| 2011        | Седем часа разлика            |        |             | Таня Стоева (глас) (в I серия, 2011)         |
| 2003        | Следвай ме (тв)               |        |             | учителката, по-голямата снаха                |
| 1997        | Мускетарят с маратонките      |        |             | директорката                                 |
| 1991        | Убиецът е с жълти обувки      |        |             |                                              |
| 1989        | Ако не в този живот           |        |             | телефонистка                                 |
| 1989        | Брачни шеги                   | 6 нов. |             | тв говорителката (в VI новела: „Спасението“) |
| 1989        | Зона В-2                      |        |             | гобленарката                                 |
| 1987        | Каменната гора (тв)           |        |             | майката на Павел                             |
| 1986        | Амиго Ернесто                 |        |             |                                              |
| 1984        | Хвърчило или прашка           |        |             | майката                                      |
| 1984        | Последната възможност (тв)    |        |             | жената на писателя                           |
| 1982        | Отражения                     |        |             | майката                                      |
| 1981        | Кръвта е по-гъста от водата   |        |             |                                              |
| 1979        | Много мили хора (тв)          |        |             | Аврамова                                     |
| 1979        | Черешова градина              |        |             | Борисова (глас)                              |
| 1977        | Басейнът                      |        |             | Бела (глас)                                  |
| 1974        | Синята лампа                  | 10     |             | (в X серия: „Разходка с мустанг“)            |
| 1974        | Зарево над Драва              | 2      |             | Вера                                         |
| 1973        | Тигърчето                     |        |             | директорката на ЦДГ                          |
| 1971        | Необходимият грешник          |        |             | Соня, съпругата на Асенов                    |
| 1970        | Сбогом, приятели!             |        |             | учителката по география                      |
| 1968        | Един снимачен ден (тв)        |        |             | журналистката                                |
| 1965 – 1974 | Произшествие на сляпата улица | 6      |             | (в V серия: „Прилепите летят нощем“)         |
| 1963        | Легенда за Паисий             |        |             | жената с незаконното дете на Евлоги          |